# Инстант плаћањe
Инстант плаћањe je брзи трансфер новца. Овај вид савременог плаћања је доступан у сваком тренутку у току дана, свих 365 дана у години. У питању је један од резултата дигиталне трансформације платног система, широко прихваћен у целом свету. Регулатива централних банака и политика ниских накнада осигуравају стандардизацију у пружању услуга инстант плаћања и трошковну ефикаснoст платних институција. Поред плаћања картицом, плаћања путем трансфера новца са рачуна платиоца на рачун примаоца, све више се користи и плаћање телефоном на продајним местима. Инстантан плаћање представља савремени начин безготовинског плаћања.

## Инстант плаћањe кроз историју
Први брзи систем плаћања потиче из Јапана. Уведен је 1973.године (Зенгин). До 2000. године само је неколико земаља увело овај вид плаћања, да би од 2000. године ситем инстант плаћања масовно заживео у многим платним системима.

## ИПС НБС
Систем за инстант плаћања у Србији постоји од 22.10.2018. године и под регулативом је Народне банке Србије (НБС). Инстант плаћања се могу иницирати: мобилним банкарством, елeктронским банкарством и подношењем платних налога код пружаоца платних услуга. Од 01.априла 2019. године, банке и други пружаоци платних услуга, су у обавези да корисницма понуде могућност инстант плаћања. У ИПС НБС систему извршавају се појединачни инстант налози до 300.000,00 рсд.

## Предности инстант плаћања
- плаћање у режиму:24/7/365 са сваке локације (физичке или виртуелне) и применом савремених телекомуникационих уређаја;
- нижи трошкови трансакција мале новчане вредности, како за налогодавца тако  и за платну институцију;
- завидна брзина реализације, кориснику су средства врло брзо на располагању;
- нов и јефтинији платни инструмент за трговце, конкурентан картичним плаћањима (плаћање преко ПОС терминала)[1]
- безбедност
- могућност грешке сведена је на нулу (0)[3]

## Начин плаћања путем QR кода
Постоје две могућности плаћања мобилним телефоном на продајном месту: метода „ИПС  покажи” и „ИПС скенирај”.
- QR код

#### ИПС покажи
Купац активира мбенкинг апликају  на  мобилном уређају и одабере опцију „ИПС покази”. На овај начин креира QR код који ће продавац скенирати. Апликација ће тражити да корисник потврди трансакцију неким од ситема потврђивања (препознавање лица, отисак прста, унос ПИН-а). Након потврђивања трансакције, новац је врло брзо на рачуну продавца.

#### ИПС скенирај
Рачун који на себи има QR код може се платити путем мбенкинг апликације скенирањем QR кода. Притиском функције „ИПС скенирај” на апликацији, активира се камера на телефону. Скенирањем кода, апликација аутоматски попуњава налог за плаћање са свим елементима неопходним за извршење налога. Притиском на дугме „потврди плаћање” и потврдом трансакције на неки од већ наведених могућих начина, плаћање се одмах реализује.

## „Пренеси“- инстант плаћање на број телефона
У питању је могућност брзог слања новца без познавања рачуна примаоца новца. Услугу „Пренеси“ корисници могу да користе за примање новца на свој рачун и за слање новца са рачуна. Услугу пружа већина банака у Србији. И овај облик инстант плаћања је  доступан  у оквиру мбенкинг апликације. 

#### Слање новца
У оквиру мбенкинг апликације у делу везаном за плаћања, потребно је изабрати опцију Пренеси.  Кориснику се даје могућност уноса броја телефона примаоца новчаних средстава  и износа новчаних средстава која жели да пошаље. Није потребно знати број текућег рачуна. Након уноса неопходних података потребна је потврда трансакције. Трансфер се реализује за неколико секунди и није потребна регистрација  за разлику од опције примања новца.

#### Примање новца
Ако корисник жели да прими новац на свој рачун потребно је да буде регистрован за ту услугу путем апликације мбенкинга. Регистрацијом се повезује број телефона са рачуном у банци и омогућава опција примања новца путем телефонског броја. Уколико банка у понуди има могућност инстант плаћања путем опције Пренеси, корисник у сваком тренутку има могућност регистрације у оквиру апликације мобилног банкарства.
По евденцији Народне банке Србије, више од 2 милиона корисника има могућност плаћања, док је оквирно око 300.000 регистрованих корисника који поред плаћања могу и да приме новац.

## Учесници
Учесници у ИПС НБС систему се могу разврстати на директне и индиректне. Директни учесници ус НБС, пословне банке и Управа за трезор. Индиректни учесници су остали пружаоци платних услуга који нису директно повезани на систем ИПС плаћањанја

## Накнаде
Трошак за налоге до 600,00 динара је 1,00 динар, док ова накнада за износе преко 600,00 динара износи 2,00 динара. Наканда се наплаћује од пружаоца платне услуге. Међубанкарска накнада износи 0,2% од вредности трансакције.